# Consuelo Vanderbilt

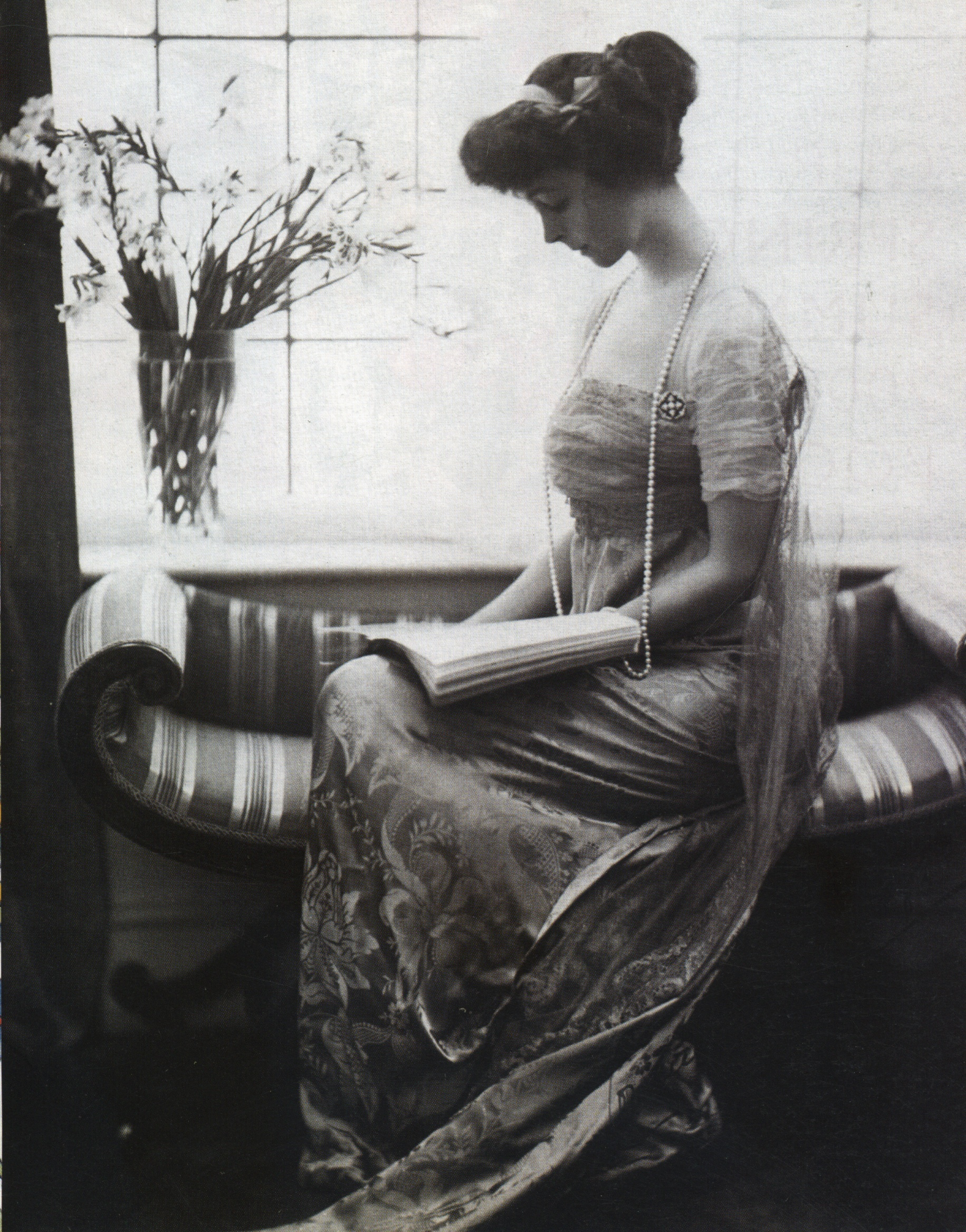
Consuelo Vanderbilt

Consuelo Vanderbilt (New York, 2 maart 1877 - Southampton, 5 december 1964), (voormalig Lady Spencer-Churchill, hertogin van Marlborough) was een Amerikaanse societyfiguur. Ze was de vrouw van Charles Spencer-Churchill, 9de Hertog van Marlborough. 

## Biografie
Zij kwam uit het bekende Vanderbilt-geslacht, dat fortuin had gemaakt bij de uitbouw van het Amerikaanse spoorwegnetwerk. Haar ouders waren William Kissam Vanderbilt en Alva Erskine Smith.

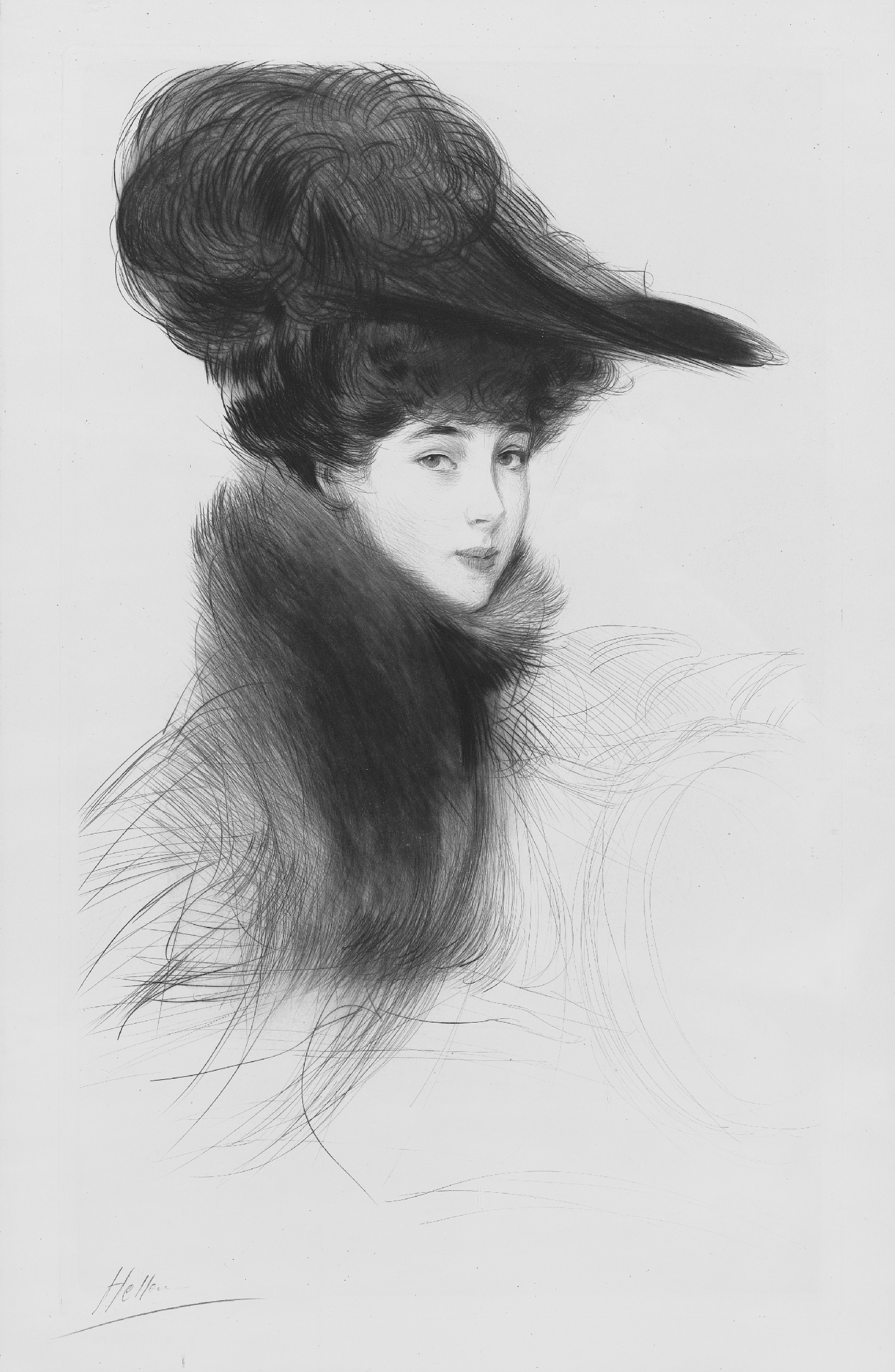
Portret door Paul César Helleu

Consuelo Vanderbilt kreeg thuisonderwijs en werd voorbereid op een goed huwelijk. Zij was uitzonderlijk lang en werd een van de meest toonaangevende figuren in de Amerikaanse beau monde.
Het huwelijk was met  Charles Spencer-Churchill, 9de Hertog van Marlborough, was gearrangeerd door haar moeder. Haar man was een volle neef van Winston Churchill. Zijn aristocratische familie had dringend geld nodig en de bruidsschat van 2,5 miljoen dollar aan aandelen in het spoorwegbedrijf was meer dan welkom. Bovendien kreeg het koppel als huwelijksgeschenk Sunderland House in de Londense wijk Mayfair en een jaarlijkse toelage van 100.000 dollar. Het huwelijk op 6 november 1895 van de dochter van een rijke Amerikaanse familie met een Engelse hertog maakte destijds veel ophef.  Ze schonk de familie Churchill twee zonen, John Spencer-Churchill (1897) en Ivor Spencer-Churchill (1898). Het was een ongelukkig huwelijk. Beide echtgenoten gingen reeds in 1906 uit elkaar en scheidden in 1921. 
Vanderbilt stichtte verschillende liefdadigheidsinstellingen en kwam ook actief op voor meer vrouwenrechten.
In 1921 hertrouwde Consuelo Vanderbilt met de Franse luitenant Jacques Balsan. Het echtpaar ging wonen in Palm Beach (Florida). Ze overleed in 1964, acht jaar na haar tweede echtgenoot. Ze werd begraven in St Martin’s Church in Woodstock, nabij haar zoon Ivor.

## Autobiografie
Haar autobiografie The Glitter and the Gold, verschenen in 1953, werd een bestseller.